# Lista de aeroportos mais movimentados da Ásia
Esse é um artigo baseado em artigos "Wikipedia" de diversos idiomas que contém a lista e o número aproximado de passageiros dos aeroportos mais movimentados do continente asiático.

## Estatísticas
Ver a consulta original do Wikidata.

## Estimativas 2009
| Posição | Cidade    | Passageiros | Aeroporto                                   | Evolução |
| ------- | --------- | ----------- | ------------------------------------------- | -------- |
| 1       | Pequim    | 61.800.000  | Aeroporto Internacional de Pequim           | 1        |
| 2       | Tóquio    | 60.600.000  | Aeroporto Internacional Haneda              | 1        |
| 3       | Hong Kong | 44.900.000  | Aeroporto Internacional Chek Lap Kok        | Estável  |
| 4       | Bangkok   | 39.500.000  | Aeroporto Internacional de Suvarnabhumi     | Estável  |
| 5       | Dubai     | 38.200.000  | Aeroporto Internacional de Dubai            | 2        |
| 6       | Guangzhou | 36.700.000  | Aeroporto Internacional de Guangzhou Baiyun | 3        |
| 7       | Singapura | 34.300.000  | Aeroporto Internacional Changi              | 2        |
| 8       | Tóquio    | 30.300.000  | Aeroporto Internacional de Narita           | Estável  |
| 9       | Jacarta   | 30.000.000  | Aeroporto Internacional Soekarno-Hatta      | 2        |
| 10      | Incheon   | 29.700.000  | Aeroporto Internacional de Incheon          | Estável  |

## Final 2008
| Ordem | Cidade       | Passageiros | Aeroporto                                      | Evolução |
| ----- | ------------ | ----------- | ---------------------------------------------- | -------- |
| 1     | Tóquio       | 66.735.587  | Aeroporto Internacional Haneda                 | Estável  |
| 2     | Pequim       | 55.661.747  | Aeroporto Internacional de Pequim              | Estável  |
| 3     | Hong Kong    | 47.898.751  | Aeroporto Internacional de Hong Kong           | Estável  |
| 4     | Bangkok      | 42.799.532  | Aeroporto Internacional de Suvarnabhumi        | Estável  |
| 5     | Bangkok      | 38.746.772  | Aeroporto Internacional de Don Mueang          | 9        |
| 6     | Singapura    | 37.694.824  | Aeroporto Internacional Changi                 | 1        |
| 7     | Dubai        | 37.441.368  | Aeroporto Internacional de Dubai               | Estável  |
| 8     | Tóquio       | 35.478.146  | Aeroporto Internacional de Narita              | 2        |
| 9     | Guangzhou    | 33.435.472  | Aeroporto Internacional de Guangzhou Baiyun    | 2        |
| 10    | Incheon      | 29.973.522  | Aeroporto Internacional de Incheon             | 1        |
| 11    | Jacarta      | 29.761.045  | Aeroporto Internacional Soekarno-Hatta         | 3        |
| 12    | Istambul     | 28.553.132  | Aeroporto Internacional Ataturk                | 5        |
| 13    | Xangai       | 28.238.418  | Aeroporto Internacional de Xangai Pudong       | 2        |
| 14    | Kuala Lumpur | 26.453.379  | Aeroporto Internacional de Kuala Lumpur        | 2        |
| 15    | Mumbai       | 25.244.673  | Aeroporto Internacional de Chhatrapati Shivaji | 3        |
| 16    | Taipé        | 24.112.614  | Aeroporto Internacional Chiang Kai-shek        | 2        |
| 17    | Délhi        | 23.237.084  | Aeroporto Internacional Indira Gandhi          | 2        |
| 18    | Xangai       | 22.877.404  | Aeroporto Internacional de Xangai Hongqiao     | 1        |
| 19    | Shenzhen     | 21.400.509  | Aeroporto Internacional de Shenzhen Bao'an     | Estável  |
| 20    | Manila       | 20.467.627  | Aeroporto Internacional Ninoy Aquino           | Estável  |

## Final 2007
| Ordem | Cidade       | Passageiros | Aeroporto                                      |
| ----- | ------------ | ----------- | ---------------------------------------------- |
| 1     | Tóquio       | 66.823.414  | Aeroporto Internacional Haneda                 |
| 2     | Pequim       | 53.583.664  | Aeroporto Internacional de Pequim              |
| 3     | Hong Kong    | 47.042.419  | Aeroporto Internacional de Hong Kong           |
| 4     | Bangkok      | 41.210.081  | Aeroporto Internacional de Suvarnabhumi        |
| 5     | Singapura    | 36.701.556  | Aeroporto Internacional Changi                 |
| 6     | Tóquio       | 35.478.146  | Aeroporto Internacional de Narita              |
| 7     | Dubai        | 34.348.110  | Aeroporto Internacional de Dubai               |
| 8     | Jacarta      | 32.458.946  | Aeroporto Internacional Soekarno-Hatta         |
| 9     | Incheon      | 31.227.897  | Aeroporto Internacional de Incheon             |
| 10    | Guangzhou    | 30.958.457  | Aeroporto Internacional de Guangzhou Baiyun    |
| 11    | Xangai       | 28.920.432  | Aeroporto Internacional de Xangai Pudong       |
| 12    | Kuala Lumpur | 26.938.970  | Aeroporto Internacional de Kuala Lumpur        |
| 13    | Bangkok      | 25.419.072  | Aeroporto Internacional de Don Mueang          |
| 14    | Taipé        | 23.965.784  | Aeroporto Internacional Chiang Kai-shek        |
| 15    | Délhi        | 23.791.316  | Aeroporto Internacional Indira Gandhi          |
| 16    | Istambul     | 23.196.229  | Aeroporto Internacional Ataturk                |
| 17    | Xangai       | 22.632.962  | Aeroporto Internacional de Xangai Hongqiao     |
| 18    | Mumbai       | 21.178.319  | Aeroporto Internacional de Chhatrapati Shivaji |
| 19    | Shenzhen     | 20.619.164  | Aeroporto Internacional de Shenzhen Bao'an     |
| 20    | Manila       | 20.467.627  | Aeroporto Internacional Ninoy Aquino           |